# Tani Fuga
Pas d'image ? Cliquez ici

a Compétitions nationales et continentales officielles uniquement.

b Matchs officiels uniquement.
Dernière mise à jour le 2 décembre 2021.
Tani Fuga, né le 14 juillet 1973 à Apia (Samoa), est un joueur de rugby à XV qui joue avec l'équipe des Samoa au poste de talonneur. Il a remporté deux fois le Challenge européen avec les Harlequins, où il joue de 2000 à 2010.

## Carrière

### En club
- 2000-2010: Harlequins

### En équipe nationale
Il a eu sa première cape internationale le 12 juin 1999, à l’occasion d’un match contre l'équipe de France. En 2008, il fait deux matchs avec les Pacific Islanders lors de la tournée d'automne.

## Statistiques

### Avec l'équipe des Samoa
- 11 sélections
- 5 points (1 essai)
- sélections par année : 3 en 1999, 6 en 2000, 2 en 2007
- coupe du monde disputées : 2007 (2 sélections contre l'Afrique du Sud et les Tonga)

### Avec les Pacific Islanders
- 2 sélections
- sélections par année : 2 en 2008

## Palmarès
- Vainqueur du Challenge européen : 2001 et 2004